# Biserica Adormirea Maicii Domnului din Bârlad
Biserica „Adormirea Maicii Domnului” din Bârlad este un monument istoric aflat pe teritoriul municipiului Bârlad. În Repertoriul Arheologic Național, monumentul apare cu codul 161801.04.01.